# Малчика
Ма́лчика (болг. Малчика) — село в Плевенській області Болгарії. Входить до складу общини Левський.

## Населення
За даними перепису населення 2011 року у селі проживали 1407 осіб.
Національний склад населення села:
| Національність   | Кількість осіб | Відсоток |
| ---------------- | -------------- | -------- |
| болгари          | 1345           | 99,3%    |
| турки            | 0              | 0%       |
| не визначились   | 7              | 0,5%     |
| Всього відповіли | 1355           |          |

Розподіл населення за віком у 2011 році:
Динаміка населення: